# Frommeltje en Viola
Frommeltje en Viola is een stripreeks, getekend door Bernard Hislaire. De oorspronkelijke versie van deze stripreeks is het Franse "Bidouille et Violette". Deze reeks is voorgepubliceerd in het weekblad Robbedoes vanaf 1978. Een reeks over twee geliefden vormde toen een revolutie. Een droomscène waarin Hislaire Viola naakt tekende, werd zelfs gecensureerd door de uitgever.
Op basis van deze publicaties zijn er in het Nederlands drie albums gepubliceerd.
- De eerste woorden (1981)
- Sombere dagen (1982)
- De ijskoningin (1984).

In het Frans is er nog een vierde album verschenen onder de titel "La ville de tous les jours". Dit album is nooit als los album in het Nederlands vertaald en bevat het einde van het liefdesverhaal van Frommeltje en Viola. 
In 2015 verscheen er een integrale uitgave in het Nederlands waarin de vier albums gebundeld werden onder de titel "De vier seizoenen".